# Doylestown (Wisconsin)
Doylestown – wieś w Stanach Zjednoczonych, w stanie Wisconsin, w hrabstwie Columbia.